# Miguel (protovestiário)
Miguel (em grego medieval: Μιχαήλ; romaniz.: Michaél) foi um bizantino do século X, ativo sob o imperador Constantino VII (r. 913–959). Era protovestiário. Em 6 de junho de 913, poucos dias após a morte de Alexandre (r. 912–913), juntou-se a rebelião de Constantino Ducas e ajudou-o a entrar na capital através de uma das portas da muralha. Essa porta aparentemente pertencia ao circuito marítimo das muralhas e estava situada próximo da acrópole, onde estava o grande palácio.